# Đằng, Ngô Châu
Đằng (chữ Hán giản thể: 藤县, bính âm: Téng Xiàn, âm Hán Việt: Đằng huyện) là một huyện thuộc địa cấp thị Ngô Châu, khu tự trị dân tộc Choang Quảng Tây, Cộng hòa Nhân dân Trung Hoa. Huyện Đằng có diện tích 3.943 km², dân số năm 2002 là 930.000 người. Về mặt hành chính, huyện Đằng được chia thành 17 trấn, 2 hương.